# Premier League Darts 2015
Die Betway Premier League Darts 2015 war ein Einladungsturnier, welches von der Professional Darts Corporation (PDC) veranstaltet wurde. Sie begann am 5. Februar und endete am 21. Mai 2015 in der O2 Arena in London.
Als Titelverteidiger ging der Niederländer Raymond van Barneveld an den Start.
Im deutschen Fernsehen wurde die Premier League 2015 live auf Sport1 und Sport1+ übertragen.

## Preisgelder
Das Preisgeld wurde im Vergleich zum Vorjahr um £ 150.000 auf insgesamt £ 700.000 erhöht. Die gewonnenen Preisgelder werden nicht für die Order of Merit gewertet.
- Sieger: £ 200.000
- Zweiter Finalist: £ 100.000
- Halbfinale: £ 75.000 (Verlierer aus den Halbfinalspielen)
- 5. Platz: £ 60.000
- 6. Platz: £ 50.000
- 7. Platz: £ 45.000
- 8. Platz: £ 40.000
- 9. Platz: £ 30.000
- 10. Platz: £ 25.000

## Qualifikation
Wie im Vorjahr qualifizierten sich die ersten vier Spieler der PDC Order of Merit für die Premier League. Zudem erhielten vier weitere Spieler durch die PDC sowie zwei weitere durch Sky Sports eine Wildcard für die Premier League.
Die Spieler im Einzelnen (in Klammern die OoM-Platzierung vor Beginn des Turniers):
- Michael van Gerwen (1)
- Phil Taylor (2)
- Gary Anderson (3)
- Adrian Lewis (4)

Wildcards:
- Peter Wright[1] (5)
- James Wade[1] (6)
- Dave Chisnall[1] (9)
- Raymond van Barneveld[1](10)
- Kim Huybrechts[1] (17)
- Stephen Bunting[1] (24)

Somit nahmen alle bisherigen Sieger an der Premier League teil.

## Spielmodus
Die qualifizierten Spieler spielen zunächst im Modus jeder gegen jeden an neun Spieltagen, ehe am 2. April die letzten beiden Spieler ausscheiden und die Plätze 9 und 10 belegen. Die verbliebenen acht Spieler spielen an weiteren sechs Spieltagen erneut eine Runde jeder gegen jeden, wobei die Punkte aus der ersten Runde behalten werden. Am 21. Mai findet abschließend ein finaler Abend statt. Zunächst spielen die ersten vier der Runde (1 gegen 4, 2 gegen 3) die Halbfinals. Anschließend spielen beide Sieger das Finale.

## Austragungsorte
| Datum            | Runde                    | Ort         |
| ---------------- | ------------------------ | ----------- |
| 5. Februar 2015  | Vorrunde 1 – 1. Spieltag | Leeds       |
| 12. Februar 2015 | Vorrunde 1 – 2. Spieltag | Bournemouth |
| 19. Februar 2015 | Vorrunde 1 – 3. Spieltag | Liverpool   |
| 26. Februar 2015 | Vorrunde 1 – 4. Spieltag | Belfast     |
| 5. März 2015     | Vorrunde 1 – 5. Spieltag | Exeter      |
| 12. März 2015    | Vorrunde 1 – 6. Spieltag | Nottingham  |
| 19. März 2015    | Vorrunde 1 – 7. Spieltag | Glasgow     |
| 26. März 2015    | Vorrunde 1 – 8. Spieltag | Dublin      |
| 2. April 2015    | Vorrunde 1 – 9. Spieltag | Manchester  |
| 9. April 2015    | Vorrunde 2 – 1. Spieltag | Sheffield   |
| 16. April 2015   | Vorrunde 2 – 2. Spieltag | Aberdeen    |
| 23. April 2015   | Vorrunde 2 – 3. Spieltag | Cardiff     |
| 30. April 2015   | Vorrunde 2 – 4. Spieltag | Birmingham  |
| 7. Mai 2015      | Vorrunde 2 – 5. Spieltag | Newcastle   |
| 14. Mai 2015     | Vorrunde 2 – 6. Spieltag | Brighton    |
| 21. Mai 2015     | Play-offs                | London      |

## Vorrunde
| 1. Spieltag                 |   |                           |     |
| Dave Chisnall 94.16         | – | Peter Wright 87.20        | 7:1 |
| Raymond van Barneveld 85.68 | – | Adrian Lewis 113.80       | 1:7 |
| Kim Huybrechts 98.54        | – | Michael van Gerwen 107.72 | 3:7 |
| Gary Anderson 99.66         | – | Phil Taylor 104.72        | 7:5 |
| Stephen Bunting 95.03       | – | James Wade 95.56          | 6:6 |

| 2. Spieltag               |   |                             |     |
| Peter Wright 100.25       | – | Gary Anderson 106.94        | 1:7 |
| Michael van Gerwen 109.44 | – | Stephen Bunting 103.43      | 7:3 |
| Adrian Lewis 97.97        | – | Phil Taylor 108.33          | 2:7 |
| James Wade 104.09         | – | Kim Huybrechts 93.57        | 7:2 |
| Dave Chisnall 91.53       | – | Raymond van Barneveld 91.73 | 7:5 |

| 3. Spieltag               |   |                              |     |
| James Wade 90.19          | – | Dave Chisnall 93.27          | 6:6 |
| Peter Wright 93.45        | – | Raymond van Barneveld 102.94 | 6:6 |
| Phil Taylor 100.03        | – | Stephen Bunting 84.62        | 7:1 |
| Michael van Gerwen 101.14 | – | Gary Anderson 95.74          | 7:4 |
| Adrian Lewis 92.16        | – | Kim Huybrechts 88.98         | 6:6 |

| 4. Spieltag               |   |                             |     |
| Kim Huybrechts 107.01     | – | Dave Chisnall 107.01        | 4:7 |
| Gary Anderson 98.64       | – | James Wade 94.60            | 7:4 |
| Michael van Gerwen 106.28 | – | Adrian Lewis 98.32          | 6:6 |
| Stephen Bunting 91.08     | – | Raymond van Barneveld 97.50 | 4:7 |
| Phil Taylor 102.68        | – | Peter Wright 97.55          | 6:6 |

| 5. Spieltag                  |   |                          |     |
| Raymond van Barneveld 102.65 | – | Kim Huybrechts 105.59    | 5:7 |
| James Wade 104.42            | – | Phil Taylor 106.48       | 5:7 |
| Adrian Lewis 91.45           | – | Stephen Bunting 96.02    | 3:7 |
| Peter Wright 94.65           | – | Michael van Gerwen 95.57 | 6:6 |
| Dave Chisnall 110.78         | – | Gary Anderson 99.23      | 7:2 |

| 6. Spieltag                 |   |                           |     |
| Stephen Bunting 100.99      | – | Dave Chisnall 99.55       | 7:3 |
| Raymond van Barneveld 88.38 | – | James Wade 97.84          | 3:7 |
| Phil Taylor 99.73           | – | Michael van Gerwen 107.61 | 3:7 |
| Gary Anderson 108.98        | – | Adrian Lewis 103.08       | 7:1 |
| Kim Huybrechts 97.77        | – | Peter Wright 98.57        | 5:7 |

| 7. Spieltag                  |   |                          |     |
| James Wade 103.79            | – | Adrian Lewis 102.00      | 6:6 |
| Peter Wright 93.40           | – | Stephen Bunting 89.95    | 6:6 |
| Raymond van Barneveld 104.18 | – | Phil Taylor 115.80       | 7:4 |
| Kim Huybrechts 98.04         | – | Gary Anderson 100.70     | 5:7 |
| Dave Chisnall 90.68          | – | Michael van Gerwen 93.18 | 4:7 |

| 8. Spieltag               |   |                              |     |
| Adrian Lewis 96.51        | – | Dave Chisnall 100.84         | 2:7 |
| Gary Anderson 96.80       | – | Stephen Bunting 95.57        | 7:4 |
| Peter Wright 87.81        | – | James Wade 92.15             | 3:7 |
| Michael van Gerwen 108.71 | – | Raymond van Barneveld 104.37 | 7:2 |
| Phil Taylor 104.04        | – | Kim Huybrechts 96.73         | 7:4 |